# Мосо
Мосо (итал. Mosso) је насеље у Италији у округу Бијела, региону Пијемонт.
Према процени из 2011. у насељу је живело 1802 становника. Насеље се налази на надморској висини од 692 м.

## Становништво
Према резултатима пописа становништва 2011. у општини је живело 1.643 становника.
| 1931. | 1936. | 1951. | 1961. | 1971. | 1981. | 1991. | 2001. | 2011. |
| ----- | ----- | ----- | ----- | ----- | ----- | ----- | ----- | ----- |
| 2.126 | 2.245 | 2.456 | 2.461 | 2.246 | 1.870 | 1.748 | 1.802 | 1.643 |